# Вересень 2005

## 3 вересня
- Президент США Джордж Буш наказав додатково направити у спустошені ураганом «Катріна» території понад 7000 військових[1].

## 8 вересня
- Президент України Віктор Ющенко підписав указ про відставку уряду Юлії Тимошенко в повному складі і секретаря Ради національної безпеки й оборони Петра Порошенка. В.о. прем'єр-міністра призначено Юрія Еханурова.